# En Gew
En Gew (hebr. עין גב; ang. Ein Gev, pol. Wiosenna Cysterna) – kibuc położony w Samorządzie Regionu Emek ha-Jarden, w Dystrykcie Północnym, w Izraelu. Członek Ruchu Kibuców (Ha-Tenu’a ha-Kibbucit).

## Położenie
Kibuc jest położony na wschodnim brzegu jeziora Tyberiadzkiego w Dolnej Galilei. Leży w depresji Rowu Jordanu na wysokości 201 metrów p.p.m., u podnóża Wzgórz Golan.
Żyzne gleby przyczyniły się do rozkwitu okolicznych plantacji.

## Demografia
Liczba mieszkańców En Gew:

## Historia
Pomiędzy III w. p.n.e. a VII w. n.e. w rejonie tym istniało najpierw helleńskie, a następnie rzymskie miasto Hippos. Miasto było usytuowane na szczycie sąsiedniego wzgórza. Było ono otoczone murami, i kontrolowało niewielki port na brzegu jeziora Tyberiadzkiego oraz okoliczne terytorium. Było jednym z dziesięciu miast należących do tzw. wspólnoty Dekapolu. O upadku Hippos zadecydowało trzęsienie ziemi z 18 stycznia 748. Miasto zostało całkowicie opuszczone.

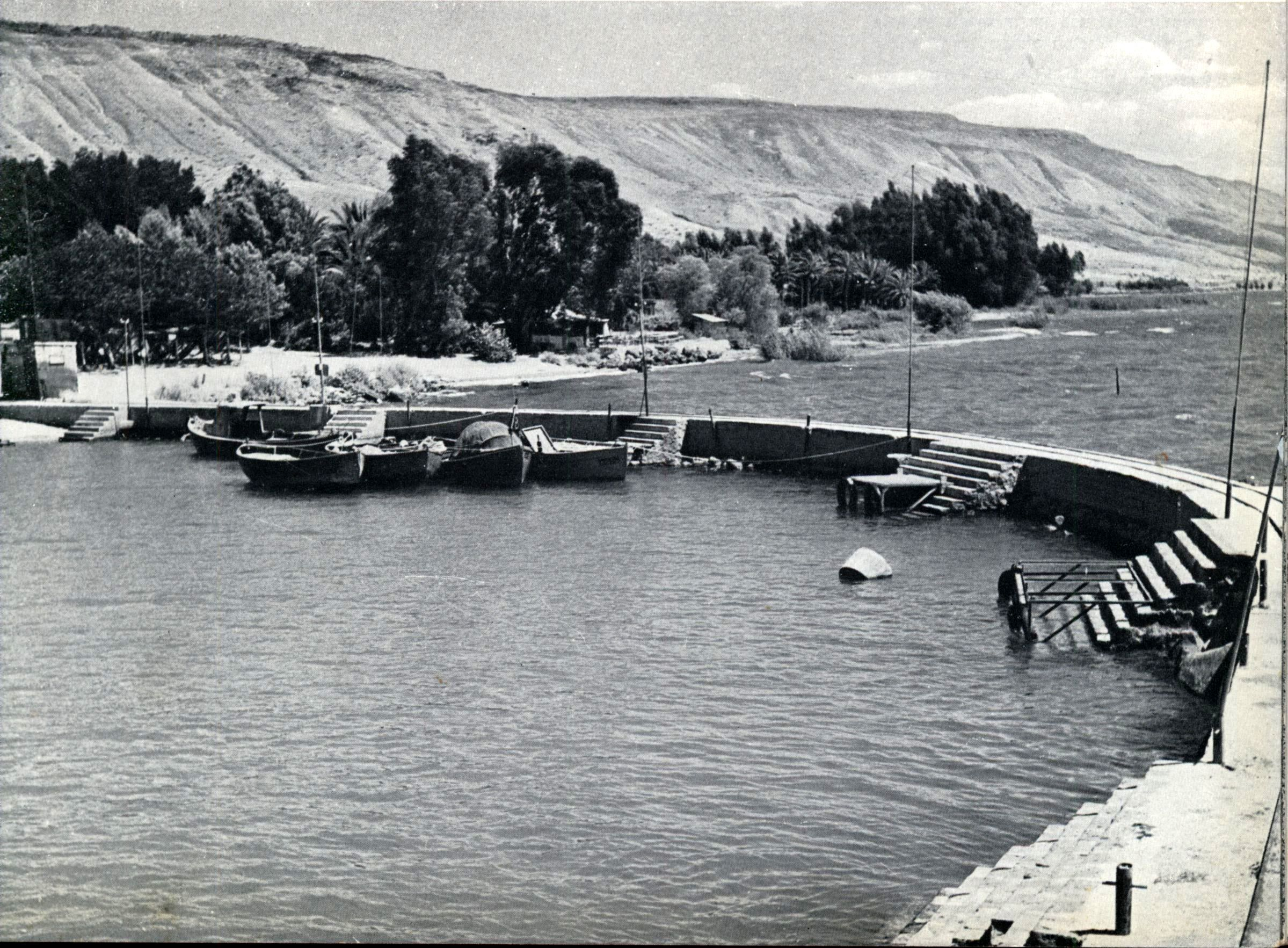
Port w En Gew, około 1950

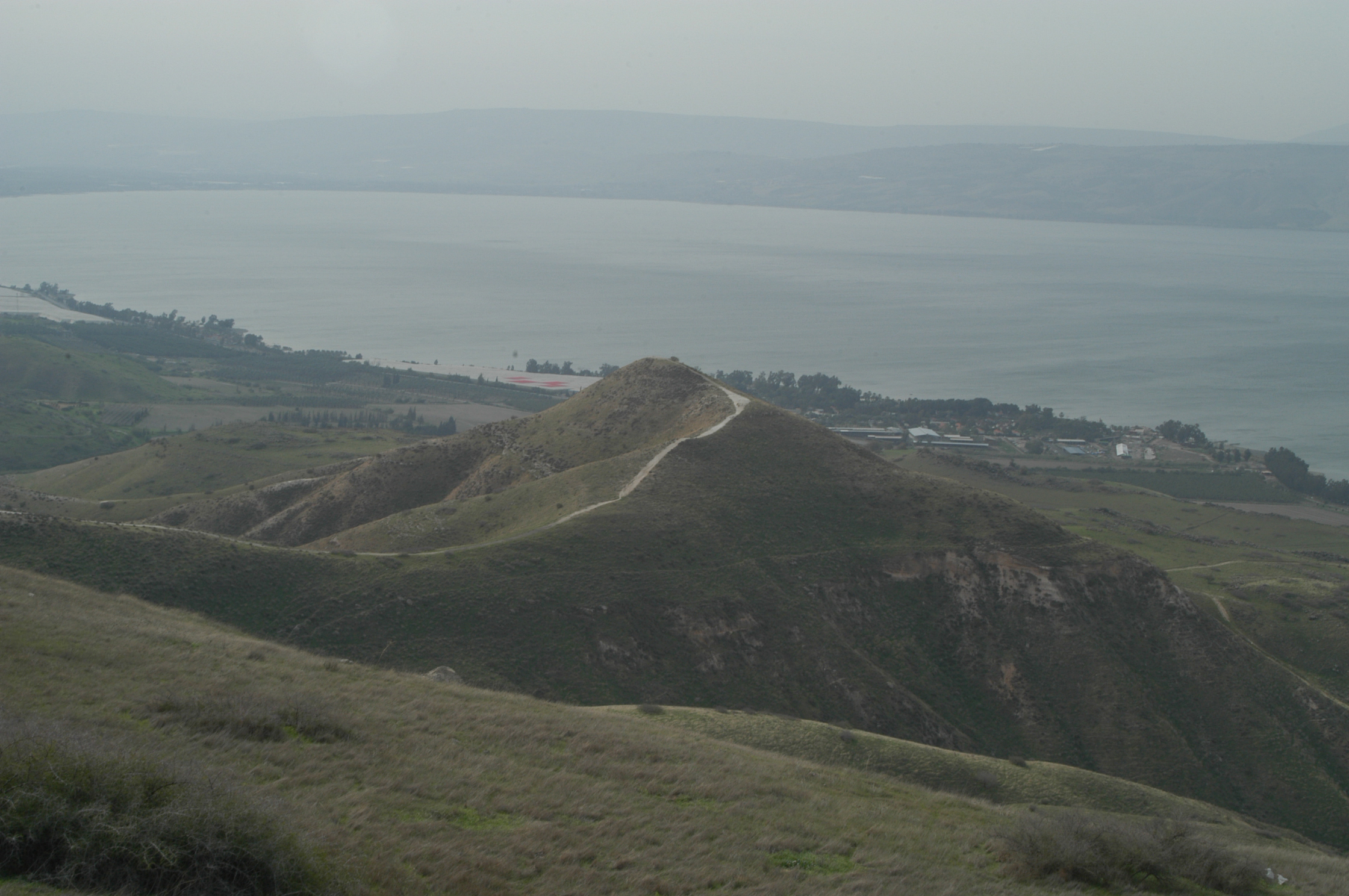
Górzyste otoczenie kibucu En Gew

Współczesny kibuc został założony w dniu 6 lipca 1937, na ziemi zakupionej przez niemiecką organizację syjonistyczną Kadimat Kineret (hebr. קדמת כנרת). W dniu tym grupa licząca około 200 żydowskich imigrantów podjęła próbę założenia pierwszej żydowskiej osady rolniczej na wschodnim brzegu jeziora Tyberiadzkiego. W planach miała stać się zaczątkiem dla rozwoju następnych osad w tym obszarze. Pierwszymi mieszkańcami byli imigranci z Czechosłowacji, Niemiec, Austrii, Estonii, Łotwy i Litwy. Opracowali oni intensywne metody upraw i rozwinęli plantacje bananów. Ważnym źródłem dochodów było także rybołówstwo.
Był to okres arabskiej rewolty w Mandacie Palestyny, z tego powodu żydowscy pionierzy wybudowali wokół kibucu obronną palisadę oraz wznieśli wieżę strażniczą. Kwestie bezpieczeństwa były trudne. Już na samym początku istnienia kibucu zostało zamordowanych dwóch jego młodych mieszkańców. W 1943 obszar nawiedziła epidemia tyfusu i wielu członków kibucu musiało być hospitalizowanych. W osadzie istniał poważny niedobór mieszkań i wielu mieszkańców musiało początkowo żyć w namiotach. Wszystkie ubrania przechowywano we wspólnym magazynie, a wyżywienie zapewniała wspólna kuchnia.
Od samego początku wojny o niepodległość w maju 1948 kibuc był ostrzeliwany przez Syryjczyków. W dniu 15 maja przeprowadzono ewakuację wszystkich dzieci i większości kobiet, które przewieziono łodziami na zachodni brzeg jeziora. Tą samą drogą dowożono do kibucu całe zaopatrzenie i posiłki. W dniu 10 czerwca 1948 doszło do bitwy o kibuc En Gew, w wyniku której Syryjczycy musieli odstąpić, a mocno zniszczona osada ocalała. Następne lata kibucu były ciężkie i niebezpieczne z powodu nieustannego syryjskiego zagrożenia. Sytuacja zmieniła się diametralnie, gdy podczas wojny sześciodniowej w 1967 wojska izraelskie zajęły Wzgórza Golan.

## Kultura
W kibucu znajduje się ośrodek kultury. Ciekawym obiektem kultury jest muzeum rybołówstwa „Dom Kotwicy”, które jest źródłem informacji historycznych, archeologicznych i biblijnych o całej okolicy.
Począwszy od 1943, każdego roku, podczas święta Pesach organizowany jest w En Gew festiwal muzyczny. Został on zorganizowany przez pianistę Wernera Sommerfelda. W tym celu na brzegu jeziora wybudowano salę koncertową, która może pomieścić 2 500 widzów. W ostatnich latach festiwal zmienił swoją tematykę i obecnie spełnia rolę sceny izraelskiego rocka.

## Edukacja
Kibuc utrzymuje żłobek i przedszkole. Starsze dzieci są dowożone do szkół w sąsiednich osadach.

## Sport i rekreacja
W kibucu znajduje się ośrodek sportowy z boiskiem do piłki nożnej, kortami tenisowymi i siłownią.

## Gospodarka
Gospodarka kibucu opiera się na intensywnym rolnictwie. Uprawy rolnicze koncentrują się na wąskim pasie wybrzeża o długości 12 kilometrów i powierzchni około 2 500 hektarów. Uprawy polowe to w większości kukurydza, bawełna, słonecznik, arbuzy, czosnek i cebula. W sadach na powierzchni 550 hektarów hoduje się banany, awokado, mango, liczi, guawy, ananasy, daktyle, oliwki i eukaliptusy. Obecnie w mniejszym stopniu uprawiane jest rybołówstwo. W kibucu istnieje także farma drobiu i hodowla bydła mlecznego. Obszar kurnika zajmuje ponad 8 hektarów. Obora mieści około 280 krów i produkuje rocznie 2,8 mln litrów mleka.
Bardzo ważnym źródłem dochodów jest obsługa ruchu turystycznego. W kibucu znajdują się dobrze zorganizowany kompleks turystyczny En Gew Tourist Enterprises, który posiada 96 jednorodzinnych domków noclegowych. Duża restauracja może pomieścić do 500 osób. Tuż obok znajduje się nadbrzeżna promenada i sklep z pamiątkami. Firma oferuje rejsy turystyczne ośmioma niewielkimi statkami wycieczkowymi po jeziorze Tyberiadzkim. W branży usługowej działa tutaj firma transportowa, warsztat mechaniczny, pralnia oraz studio wydruków cyfrowych.
W kibucu działa rozwinięty wolontariat. Przyjeżdża tutaj młodzież, która czasowo pragnie wieść pionierski tryb życia. Wolontariusze włączają się w działalność produkcyjną: pracują w gospodarstwie, na plantacjach i w obsłudze ruchu turystycznego. Kibuc En Gew należy do dobrze prosperujących.

## Infrastruktura
W kibucu znajduje się przychodnia zdrowia i sklep wielobranżowy.

## Komunikacja
Wzdłuż kibucu przebiega drogę nr 92, którą jadąc w kierunku północnym dojeżdża się do moszawu Ramot i ruin starożytnego miasta Betsaida. Natomiast jadąc drogą nr 92 w kierunku południowym dojeżdża się do moszawu Ha-On i kibucu Ma’agan, a następnie do skrzyżowań z drogą nr 98 i drogę nr 90.

## Osoby związane z kibucem
Jednym z założycieli kibucu był Teddy Kollek, późniejszy burmistrz Jerozolimy w latach 1965–1993. W En Gev żyli generał i parlamentarzysta izraelski Efraim Fine, przewodniczący Regionalnej Rady Doliny Jordanu i Zjednoczonego Ruchu Kibuców Zeev Shor oraz polityk Uzi Keren.